# Appias galene
Appias galene é uma espécie de borboleta Pieridae. É endémica do Sri Lanka.

## Descrição
As larvas alimentam-se de plantas Drypetes sepiaria e Drypetes gardneri.